# デイヴィッド・ロッジ
デイヴィッド・ロッジ（David Lodge, 1935年1月28日 - 2025年1月1日）は、イギリスの作家、英文学者。英文学者の経歴を生かした、学者世界を舞台とした「キャンパス・ノヴェル」作品で知られる。

## 経歴
ロンドン南東のブロックリー（Brockley）で生まれ育つ。最初に発表した小説"The Picturegoers"（1960年、日本語未訳）は彼の若い頃の経験をもとにしており、後の小説『恋愛療法』でも描かれた。
ユニヴァーシティ・カレッジ・ロンドンで英文学を学び、1955年に文学士、1959年にMAを得た。バーミンガム大学で博士号を取得し、1960年から1987年まで大学で教えたのち、フルタイムの作家になるために退任した。また同大学で近代英文学の名誉教授の称号を取得し、バーミンガムに居住。彼の執筆活動の文書類は、バーミンガム大学の特別コレクションに収納されている。
1975年発表の『交換教授』でホーソンデン賞を受賞し、人気作家となった。なお、『交換教授』『小さな世界』『素敵な仕事』は三部作を構成している。
彼の小説においては、しばしば、学者の世界そして人文科学界が題材として扱われている。また、ロッジはカトリックとして育てられたため（後で自身を「不可知論者的なカトリック」としているが）、カトリック性は作品のテーマの1つでもある（それは、『大英博物館が倒れる』『どこまで行けるか』『楽園ニュース』などにおいて顕著である）。
彼の小説中に登場する虚構の場所には、"Rummidge"（バーミンガムにならっている）という町と、「北カリフォルニア」と「南カリフォルニア」の間にある州である"Euphoria"がある。そして、Euphoriaの州立大学は、"Plotinus"市というカリフォルニアのバークレーによく似た町にある。
彼の小説のうち、『交換教授』『素敵な仕事』はイギリスでテレビシリーズ化されている。また、『素敵な仕事』はバーミンガム大学でも撮影が行われた。脚本はロッジ自らが手がけ、ほかにディケンズの『マーティン・チャズルウィット』の脚本も手がけた。
1998年の新年には、その文学に対する貢献のため大英帝国勲章が与えられた。

## 著作（日本語訳）

### 小説ほか
- 『大英博物館が倒れる』（白水社、1982年） The British Museum Is Falling Down（1965年）
- 『交換教授』（白水社、白水Uブックス 1982年、改訳版2013年） Changing Places: A Tale of Two Campuses （1975年）
- 『どこまで行けるか』（白水社、1984年） How Far Can You Go?（アメリカではSouls and Bodies で発表、1980年）
- 『小さな世界 アカデミック・ロマンス』（白水社、1986年、新版2001年9月） Small World: An Academic Romance（1984年）
- 『素敵な仕事』（大和書房、1991年） Nice Work（1988年）
- 『楽園ニュース』（白水社、1993年） Paradise News（1991年）
- 『恋愛療法』（白水社、1997年） Therapy（1995年）
- 『胸にこたえる真実』（白水社、2000年） Home Truths（1999年）
- 『考える・・・』（白水社、2001年） Thinks...（2001年）
- 『作者を出せ!』（白水社、2004年） Author, Author（2004年）
- 『ベイツ教授の受難』（白水社、2010年）
- 『絶倫の人　小説H・G・ウェルズ』（白水社、2013年）
- 『起きようとしない男』（白水社、2017年）、短編8篇
- 『作家の運　デイヴィッド・ロッジ自伝』（白水社、2019年）。※訳者は全て高儀進

### 文学研究
- 『フィクションの言語 イギリス小説の言語分析批評』（笹江修・野谷啓二・西谷拓哉・米本弘一訳、松柏社、1999年）Language of Fiction（1966年）
- 『バフチン以後 〈ポリフォニー〉としての小説』（伊藤誓訳、法政大学出版局・叢書ウニベルシタス、1992年）After Bakhtin（1990年）
- 『小説の技巧』（柴田元幸・斎藤兆史訳、白水社、1997年）The Art of Fiction（1992年）